# Himerometra
Himerometra is een geslacht van haarsterren, en het typegeslacht van de familie Himerometridae.

## Soorten
- Himerometra bartschi A.H. Clark, 1908
- Himerometra martensi (Hartlaub, 1890)
- Himerometra persica A.H. Clark, 1907
- Himerometra robustipinna (Carpenter, 1881)
- Himerometra sol A.H. Clark, 1912